# Bataille de Nasr
Guerre Iran-Irak
Batailles
- Opération Kaman 99
- Bataille de Khorramchahr
- Siège d'Abadan
- Opération Morvarid

- Bataille de Nasr
- Attaque sur H-3

- Opération Samen-ol-A'emeh
- Victoire Indéniable
- Beit ol-Moqaddas
- Ramadan

- Opération Anfal
- Valfajr 2
- Valfajr 6
- Badr
- 1re bataille d'Al Faw
- Kerbala 5 et 6
- Nasr 4

- Opération Nous nous en remettons à Dieu
- Opération Mersad

- Opération Sugar
- Opération Earnest Will
- Opération Prime Chance
- Opération Eager Glacier
- Incident de Bridgeton
- Opération Praying Mantis

- Opération Opéra (raid israélien)
- Incident de l’USS Stark
- Vol Iran Air 655

La bataille de Nasr (nom de code Opération Nasr en persan) est livrée en janvier 1981 pendant la guerre Iran-Irak. Il s'agit de l'une des plus importantes batailles de chars du conflit.
Trois brigades blindées iraniennes avancent sur les troupes irakiennes dans la région d'Ahvaz-Susangerd. Alertés de ce mouvement, les Irakiens font croire à une retraite mais se retranchent en réalité afin de tendre une embuscade aux Iraniens. La bataille résulte en une défaite des forces iraniennes, après plusieurs jours d'affrontements.

## Contexte historique
Le 22 septembre 1980, Saddam Hussein, essayant de répéter le succès des attaques aériennes préventives israéliennes contre les forces aériennes arabes dans la guerre des Six Jours, lance une campagne de bombardements contre les aérodromes de l'armée de l'air iranienne, dans l'espoir de la détruire au sol. Ces attaques échouent, mais les Irakiens lancent une offensive afin de s'emparer du Chatt-el-Arab, appelé Arvand Rood en Iran (persan : اروند رود). L'invasion terrestre irakienne se concentre alors sur le sud de l'Iran.

## Déroulement de la bataille

### Attaques de diversion
L'opération iranienne est précédée par trois attaques de diversions. Une brigade de troupes de montagne iranienne attaque les forces irakiennes qui avaient établi des positions défensives et bloquant l'autoroute principale entre Téhéran et Bagdad. La seconde attaque voit les Iraniens tenter de libérer Mehran, sans gagner toutefois d'avantage tactique. La troisième, plus sérieuse, voit une division mécanisée iranienne attaquer les forces irakiennes à l'ouest du fleuve Karoun à proximité d'Ahvaz. Le but de cette attaque est de tenir l'artillerie irakienne hors de portée de la ville. Grâce à l'effet de surprise, les Irakiens reculent de plusieurs kilomètres mais leur artillerie reste cependant à portée d'Ahvaz.

### Opération Nasr
Le 5 janvier, trois brigades blindées iraniennes avancent sur les troupes irakiennes dans la région d'Ahvaz-Susangerd. Environ 300 blindés iraniens sont engagés dans l'opération mais n'ont pas de supériorité numérique suffisante pour tenter une percée. À noter également que ceux-ci ne disposent que du soutien de la 55e brigade de parachutistes, les Pasdaran n'étant pas mobilisés.
Alertés de ce mouvement, les Irakiens font croire à une retraite mais se retranchent en réalité afin de tendre une embuscade aux Iraniens. La bataille dure plusieurs jours avant que les Iraniens ne battent en retraite, laissant sur le terrain 100 à 200 blindés. Les AH-1 Cobra de la force aérienne de la République islamique d'Iran mirent cependant plusieurs T-55 et T-62 irakiens hors de combat. Dans le même temps, les troupes iraniennes assiégées à Abadan tentent d'établir une liaison avec la colonne blindée.
La défaite des forces iraniennes est attribuée au terrain boueux (rendant les mouvements des blindés difficiles) et aux problèmes de ravitaillement, plusieurs blindés étant tombés à court de carburant et de munitions. Les Irakiens ne profitent cependant pas de l'occasion pour tenter de lancer une contre-attaque. Les blindés iraniens restants battent en retraite vers Abadan.